# دوقية ساكسونيا
دوقية ساكسونيا (بالألمانية: Herzogtum Sachsen) كانت في الأصل منطقة استطان للساكسون في أواخر العصور الوسطى المبكرة، عندما أخضعهم شارلمان خلال الحروب الساكسونية سنة 772، ودمجها في الإمبراطورية الكارولنجية (إمبراطورية الفرنجة). غطت الدوقية القبلية الساكسونية بعد ذلك الجزء الأكبر من ألمانيا الشمالية في الوقت الحاضر، بما في ذلك الولايات الألمانية الحديثة: ساكسونيا السفلى وساكسونيا أنهالت حتى نهري إلبه وزاله في الشرق، المدينتين الولايتين بريمن وهامبورغ، فضلا عن الجزء الوستفالي من شمال الراين - وستفاليا ومنطقة هولشتاين (نوردالبنجيا) من ولاية شليسفيغ هولشتاين. في أواخر القرن الثاني عشر، احتل الدوق هاينريش الأسد أيضاً منطقة مكلنبورغ المتاخمة (تخم بيلونغ سابقاً).
كان السكسون أحد أكثر المجموعات قوة في الثقافة القبلية المتأخرة، وتركت في نهاية المطاف اسم قبيلتهم لمجموعة متنوعة من المزيد والمزيد من الأراضي الجيوسياسية الحديثة من ساكسونيا القديمة بالقرب من مصب إلبه بطول النهر عبر مقاطعة ساكسونيا البروسية (في الوقت الحاضر ساكسونيا أنهالت) إلى ساكسونيا العليا، وانتخابية ساكسونيا ومملكة ساكسونيا من سنة 1806 مطابقة لولاية ساكسونيا الألمانية الحرة، والتي تحمل الاسم اليوم رغم أنها لم تكن جزءاً من الدوقية القروسطية.